# Кормилица (фильм)
«Кормилица» (итал. La balia) — драма итальянского режиссёра Марко Беллоккьо по одноимённому рассказу итальянского писателя и драматурга Луиджи Пиранделло. Премьера фильма состоялась 21 мая 1999 года в Италии. По случаю показа фильма на XXI Московском международном кинофестивале режиссёр был награждён почётным призом «За вклад в развитие киноискусства».

## Сюжет
У успешного психиатра профессора Мори рождается сын, однако у ребёнка с его матерью Витторией не складываются взаимоотношения. Отец нанимает кормилицу Аннетту, и чем больше растёт привязанность малыша к няне, тем мучительнее становится его матери.

## В ролях
| Актёр                  | Роль           |
| ---------------------- | -------------- |
| Фабрицио Бентивольо    | профессор Мори |
| Валерия Бруни-Тедески  | Виттория Мори  |
| Майя Санса             | Аннетта        |
| Жаклин Люстиг          | Маддалена      |
| Пьер Джорджо Беллоккьо | Нарди          |
| Эльда Альвиджини       | Лена           |
| Элеонора Данко         | пациентка      |
| Фабио Камилли          | брокер         |
| Микеле Плачидо         | пациент        |

## Награды и номинации
- 1999 — Номинация на «Золотую пальмовую ветвь» 52-го Каннского кинофестиваля — Марко Беллоккьо[2]
- 1999 — Номинация на Приз зрительских симпатий кинофестиваля в Торонто — Марко Беллоккьо[3]
- 1999 — Премия «Золотой глобус» (Италия)[4]:
  - лучшая актриса — Майя Санса
  - лучший оператор — Джузеппе Ланчи
- 1999 — Премия «Golden Goblets» (Италия)[5]:
  - лучший актёрский дебют — Майя Санса
  - лучший оператор — Джузеппе Ланчи
- 2000 — Премия «Давид ди Донателло»[6]:
  - лучший художник по костюмам — Серджо Балло
  - номинация на лучшего оператора — Джузеппе Ланчи
  - номинация на лучшего художника-постановщика — Марко Дентичи
- 2000 — Премия «Ciak d'oro» (Италия)[7]:
  - лучшая актриса второго плана — Майя Санса
  - лучший художник-постановщик — Марко Дентичи
  - лучший художник по костюмам — Серджо Балло
  - номинация на лучшего оператора — Джузеппе Ланчи
- 2000 — Премия «Серебряная лента» Итальянского национального профсоюза киножурналистов[8]:
  - номинация на лучшую актрису второго плана — Майя Санса
  - номинация на лучшего оператора — Джузеппе Ланчи